# Satellite (canção de Lena Meyer-Landrut)
Satellite é uma canção interpretada por Lena Meyer-Landrut, representante da Alemanha no Festival Eurovisão da Canção 2010 em 12 de março de 2010. Sagrando-se vencedora no dia 29 de maio do mesmo ano.
A referida canção foi interpretada em Inglês por Lena Meyer-Landrut. Foi a vigésima-segunda canção a ser interpretada na noite do festival, a seguir à canção da Arménia "Apricot stone" e antes da canção de Portugal "Há dias assim". Terminou a competição em primeiro lugar (entre 25 participantes), tendo recebido um total de 246 pontos.

## Faixas do single
| Digital release |             |                                            |         |  |
| N.º             | Título      | Produtor(es)                               | Duração |  |
| 1.              | "Satellite" | Brix, Ingo Politz, Bernd Wendlandt, Gordon | 2:54    |  |

| Maxi single |             |                                 |         |  |
| N.º         | Título      | Produtor(es)                    | Duração |  |
| 1.          | "Love Me"   | Raab                            | 2:59    |  |
| 2.          | "Satellite" | Brix, Politz, Wendlandt, Gordon | 2:54    |  |
| 3.          | "Bee"       | Ottestad                        | 2:59    |  |

´

## Paradas e certificações

### Paradas semanais
| Chart (2010)                                   | Melhor posição |
| ---------------------------------------------- | -------------- |
| Austrália (ARIA)                               | 37             |
| Áustria (Ö3 Austria Top 75)                    | 2              |
| Bélgica (Ultratop 50 de Flandres)              | 4              |
| Bélgica (Ultratop 50 da Valônia)               | 6              |
| República Checa (Rádio Top 100)                | 25             |
| Dinamarca (Hitlisten)                          | 1              |
| Europe (European Hot 100 Singles)              | 1              |
| Finlândia (Suomen virallinen lista)            | 1              |
| O campo songid é OBRIGATÓRIO PARA PARADA ALEMÃ | 1              |
| Hungria (Rádiós Top 40)                        | 3              |
| Iceland (Tónlist)                              | 5              |
| Irlanda (IRMA)                                 | 2              |
| Israel (Media Forest)                          | 4              |
| Luxembourg Digital Songs (Billboard)           | 1              |
| Países Baixos (Dutch Top 40)                   | 31             |
| Noruega (VG-lista)                             | 1              |
| Polónia (Polish Airplay Top 100)               | 5              |
| Eslováquia (Rádio Top 100)                     | 6              |
| Espanha (PROMUSICAE)                           | 23             |
| Suécia (Sverigetopplistan)                     | 1              |
| Suíça (Schweizer Hitparade)                    | 1              |
| Turkey (Turkish Singles Chart)                 | 13             |
| Reino Unido (UK Singles Chart)                 | 30             |

### Paradas de fim de ano
| Chart (2010)             | Posição |
| ------------------------ | ------- |
| Ö3 Austria Top 40        | 11      |
| Ultratop 50 (Flanders)   | 41      |
| Dutch Top 40             | 185     |
| European Hot 100 Singles | 34      |
| German Top 100           | 3       |
| Hungarian Airplay Chart  | 20      |
| Swiss Music Charts       | 20      |